# Henri Baes
Pour les articles homonymes, voir Baes.
Henri Baes, né à Bruxelles en 1850 et mort à Faulx-les-Tombes en 1920, est un peintre-décorateur, fresquiste, architecte, affichiste et dessinateur belge, membre de la Commission des monuments historiques.

## Biographie
Henri Baes appartenait à une famille d'artistes talentueux dans les domaines de l'architecture et des arts graphiques. 
Henri Baes est né le 11 août 1850 à la rue des Bateaux, section 5, numéro 33, à Bruxelles. Il est le fils de François Baes (Bruxelles 1820 - Saint-Josse-ten-Noode 1874), doreur sur bois, et de Marie Demayer (Bruxelles 1820 - Bruxelles 1877).
Il épouse à Mozet le 11 juin 1873 Eloïse Dieudonnée Marie Boly (Mozet 1851 - Ixelles 1930) dont il aura trois enfants : 
* Firmin Baes (1874 - 1943), peintre et pastelliste,
* Alice Marie Louise Baes, née à Bruxelles en 1878, morte en 1963, qui épousa à Saint-Gilles en 1905 le négociant Gaston Joseph Sturbelle (1878 - 1943),
* Irma Jeanne Louise Baes, née à Bruxelles en 1879, qui épousa à Saint-Gilles en 1906 le peintre Frans Van Holder (1881 - 1919).
Il est mort le 16 juillet 1920 à Faulx-les-Tombes, à l'âge de 69 ans, et fut inhumé le 19 juillet 1920 dans ce même village.

## Parcours professionnel et œuvres marquantes
Parmi les œuvres décoratives d'Henri Baes, l'on distingue par exemple les fresques et le plafond du Théâtre flamand de Bruxelles dressé d'après les plans de son frère l'architecte Jean Baes.
À côté de sa production artistique, il se consacra également à l'enseignement et fut professeur à l'Académie royale des beaux-arts de Bruxelles de 1887 à 1912. Son cours portait sur la réalisation de décors imitant le bois et le marbre, une technique devenue rare.
Il devint également directeur de l'École des arts décoratifs de Bruxelles, devenue depuis l'Institut des arts et métiers.
Il fut membre du cercle De Scalden.